# Peperomia nudifolia
Peperomia nudifolia är en pepparväxtart som beskrevs av C. Dc.. Peperomia nudifolia ingår i släktet peperomior, och familjen pepparväxter. Inga underarter finns listade i Catalogue of Life.